# Asyndetus ammophilus
Asyndetus ammophilus is een vliegensoort uit de familie van de slankpootvliegen (Dolichopodidae). De wetenschappelijke naam van de soort is voor het eerst geldig gepubliceerd in 1869 door Friedrich Hermann Loew.